# بید لباس
بید لباس یا پشموانه نوعی حشره از راستهٔ پولک‌بالان است.
حشرهٔ بید لباس، پروانهٔ کوچکی با نام علمی Tineola bisselliella به رنگ زرد که طول بدن آن معمولاً ۱۲-۹ میلی‌متر است. پروانه‌های ماده در طول ۳-۲ هفته از عمر خود در حدود صد تخم در محل تاخوردگی‌های فرش یا سایر منسوجات پشمی می‌گذارند. تخم‌های این پروانه در یکی از مراحل عمر خود به‌صورت «لارو» درمی‌آیند. اگر خسارات حاصل از بید روی پشم باشد و متوجه شویم خسارات توسط بید بالغ صورت نگرفته، بلکه توسط نوزاد اوست، یعنی همان لارو که برای رشد خود از پروتئین موجود در پشم تغذیه نموده و با تنیدن تار بر روی پشم و حفر دالان‌هایی در داخل الیاف به آن آسیب می‌زنند و پس از تبدیل شدن به بید، دوباره تخم‌گذاری می‌کنند. به این ترتیب، تعداد لاروها افزایش می‌یابد.

یک حشرهٔ بید توانایی آن را دارد تا پس از چهل نسل، در حدود ۴۲ کیلوگرم پشم را نابود کند و در نتیجه میزان نابودی فرش نیز زیاد می‌شود.
در کل دو نوع بید وجود دارد که به پشم آسیب می‌زند:
۱- بیدِ لباس تحت عنوان: Moth
۲- بیدِ قالی تحت عنوان: Beetle

## روش‌های مبارزه با بید
با تمام خطرهایی که بید برای فرش دارد، مبارزه با آن به‌طور کامل امکان‌پذیر و آسان است. بید از زمان قدیم شناخته شده بود و در هر دوره‌ای روش‌هایی برای مبارزه با آن ایجاد شده‌بود، اما این روش‌ها به طریقهٔ صنعتی و در مقیاس بزرگ به‌کار گرفته نشده‌اند؛ مانند سرد کردن با استفاده از مواد طبیعی. در ایران و برخی از نقاط دنیا مرسوم است که فرش‌ها را لوله یا تا کرده و در میان آن‌ها حبه‌های نفتالن یا کافور قرار می‌دهند تا بخارهای متصاعدشده از این مواد، محیط زیست را برای این حشره نامناسب سازد، که البته طریقه‌ای به‌نسبت قدیمی ولی باارزش و مفید است.

### مسموم کردن محیط تغذیه و تنفسلارو
در این روش از بخارات مسمومی استفاده می‌شود که برای لارو کشنده است. البته علاوه بر لارو، خود بید نیز از بین می‌رود، اما تخم بید باقی می‌ماند. پس کاربرد این روش دائمی نیست. موادی که در این روش استفاده می‌شود نباید برای انسان مضر باشد؛ مثلاً سیانید هیدروژن (HCN) برای خود انسان نیز خطرناک است و نباید به‌کار رود. در گذشته از گاز SO2 برای این منظور استفاده می‌شده که مقدار زیاد آن نیز برای انسان مضر است.

امروزه از مواد آلی مثل نفتالین استفاده می‌شود، که به‌دلیل پایین بودن نقطهٔ جوشِ آن در یک محیط بسته غلظت گاز آن افزایش پیدا می‌کند. بنابراین، در یک فضای بسته مانند درون یک چمدان که لباس‌های پشمی داخل آن قرار دارد، روشی ارزان و راحت است. علاوه بر نفتالین، مادهٔ آلیِ دیگر به نام پارادی کلروبترن به‌کار می‌رود که عملکردی بهتر دارد، بوی تند و زننده ندارد و بوی آن نسبت به نفتالین زودتر زدوده می‌شود. از کافور نیز به‌عنوان مادهٔ ضدبید استفاده می‌شود که تأثیر آن به‌مراتب از نفتالین و پارادی کلروبترن کمتر است و بر روی بید قالی هم تأثیر ندارد.

### جلوگیری از خسارت بید با روش سرد کردن
در این روش کالای پشمی را در سرما نگهداری می‌کنند، مثلاً در انگلستان و آمریکا جهت نگهداری پوست خز از این روش استفاده می‌شود. در این روش بید از بین نمی‌رود بلکه به خواب می‌رود و درصورت گرم شدن، فعالیت خود را شروع می‌کند، تنها کاری که می‌توان انجام داد این است که با گرم کردن و سرد کردن متوالی لاروها را از بین برد. به‌عنوان مثال، کالا ابتدا در دمای ۸- سانتیگراد و بعد در دمای ۱۰ درجهٔ سانتیگراد قرار داده می‌شود. این عمل چند بار تکرار می‌شود. بعد از تکرار این عمل و از بین رفتن لاروها، می‌توان کالا را در دمای ۵-۴ درجه برای مدت‌زمان طولانی و به‌دور از آسیب بید نگهداری کرد.

### مسموم کردن بید ازطریق تماس با سم
در این روش ماده به کار برده شده باعث مسموم شدن و از بین رفتن بید و لارو می‌شود. سم (D.D.T) که مشتق از دی فنیل متان است ماده‌ای است ارزان‌قیمت و به میزان ۲۵/۰-۱/۰ درصد برای ضدبید کردن پشم استفاده می‌شود. ثبات شستشویی ندارد یعنی بر اثر شستشوی کالا از بین می‌رود. استفاده از آن در طبیعت ممنوع است که به‌دلیل غیرقابل تجزیه بودن آن است.
مادهٔ دیگری که به‌عنوان جایگزین آن به‌کار می‌رود، کلروفنیل کلرومتیل سولفور (CCS) است. مواد به‌کاررفته در این روش به‌صورت سطحی روی الیاف می‌نشیند و به مرور زمان از کالا جدا شده یا بر اثر شستشو از بین می‌رود.

### استفاده از داروها

#### غیرخوراکی کردن کالا
گفتیم ساختار شیمیایی پشم کراتین است، یعنی پیوندهای دی سولفیدی بین زنجیره‌ها وجود دارد که لارو این پیوندها را شکسته و بعد زنجیره‌های پروتئینی را خورده و هضم می‌کند. حال اگر این پیوندها شکسته شده و با ترکیباتی مانند فرم آلدئید دوباره پیوند داده شوند، به‌دلیل تغییر نوع پیوند لارو قادر به شکستن این پیوند نبوده و پشم برای لارو قابل خوردن نیست.

#### مسموم کردنلاروازطریق خوردن کالای مسموم
در این روش پشم مسموم و آلوده می‌شود که در صورت خورده شدن پشم توسط لارو، لارو از بین می‌رود. این مواد جذب پشم می‌شوند و از ثبات شستشویی نسبتاً خوبی برخوردارند. ازجمله ویژگی‌هایی که این مواد باید داشته‌باشند می‌توان به این موارد اشاره کرد:
۱- بر خصوصیات فیزیکی الیاف، مانند زیردست و استحکام الیاف اثر نامطلوب نداشته‌باشند.
۲- رنگی نباشند، زیرا باعث لکه‌گذاری بر روی پشم می‌شوند.
۳- ازنظر شیمیایی اثر سوء بر ثبات رنگ نداشته‌باشند.
۴- برای انسان ایجاد حساسیت یا مسمومیت نکنند.
۵- قیمت آن‌ها مناسب باشد.
تحقیقات دامنه‌داری برای مواد ضدبید انجام گرفته که مواد تولیدشده تا حد امکان ویژگی‌های ذکرشده در بالا را داشته‌باشند. ازجملهٔ این مواد می‌توان به: سدیم فلوراید، آلومینیم فلوراید، اسید پتاسیم فلوراید، آلومینیوم فلور و آنتیمون اشاره کرد که بسیاری از ویژگی‌های بالا را دارند و تنها از ثبات شستشویی چندان بالایی برخوردار نیستند.

امروزه از ترکیبات آلی جدیدی استفاده می‌شود که شبیه رنگ‌های اسیدی میلینگ بوده و حتی زمان رنگرزی می‌توان همراهِ رنگ استفاده کرد.
این مواد را در مراحل مختلفِ پشم‌شویی، رنگرزی و حتی بعد از بافت فرش می‌توان به‌کار برد. مقدار مصرف این مواد حدود ۳-۱٫۵ درصد است.